# Un rêve de John Ball
Un rêve de John Ball (en anglais A Dream of John Ball) est un roman de science-fiction publié par l'artiste britannique William Morris en 1888. Son personnage central est le prêtre John Ball, une figure importante de la révolte des paysans survenue en Angleterre en 1381, et qui s'est fait connaître par ses sermons protestant contre l'attitude des plus riches. John Ball est considéré comme un précurseur des idées socialistes par le socialisme anglais du XIXe siècle auquel appartient Morris.

## Résumé
Le roman recourt aux thèmes du rêve et du voyage dans le temps pour imaginer une conversation entre John Ball et des habitants du XIXe siècle.

## Histoire éditoriale
Le roman paraît d'abord sous la forme d'un feuilleton en treize épisodes dans la revue socialiste britannique Commonweal du 13 novembre 1886 au 22 janvier 1887. Le roman est regroupé en volume à Londres, chez Reeves and Turner, en 1888. A Dream of John Ball est réédité par la maison d'édition de William Morris, Kelmscott Press, en 1892. Cette édition comprend un frontispice dessiné par Edward Burne-Jones, peintre préraphaélite ami de Morris.

## Traduction française
La première traduction française d’Un rêve de John Ball, élaborée par Marion Leclair, paraît à Paris aux éditions Aux Forges de Vulcain, dans la collection "Littérature", en 2011.